# Still Got Time
"Still Got Time" é um single do cantor e compositor inglês Zayn. A canção conta com a participação vocal do cantor e rapper canadense PartyNextDoor. Zayn anunciou o lançamento do single através de mídias sociais. A canção faz parte da edição japonesa do segundo álbum de estúdio de Malik, Icarus Falls (2018). "Still Got Time" estreou nas rádios americanas em 24 de março de 2017.

## Composição
A canção, produzida por Murda Beatz e Frank Dukes, foi descrita pela revista The Fader como uma "canção pop inspirada em dancehall, com uma batida lenta e tropical" e pelo site Entertainment.ie como "uma fatia suave e de lamber os dedos de R&B com auto-tune.

## Recepção Crítica
Taylor Weather, da revista Billboard, elogiou a faixa dizendo que "a mais recente canção de Malik é um hino esperançoso (e altamente cativante) para as garotas que não são tão sortudas quanto Hadid". Ele também observou o "ritmo eletrônico e a forte guitarra" da canção, enquanto a revista PopCrush destacou o "ritmo suave de verão" da mesma.
Alguns compararam a canção com a música de abertura e dos créditos do desenho animado Rugrats, bem como com canções do cantor canadense Drake.